# Josep Rosas i Vilaseca
Josep Rosas i Vilaseca (Súria, 10 de setembre de 1891 - Santiago de Xile, 14 de juny de 1968) fou un polític i sindicalista català. Era germà del també sindicalista Ramon Rosas.

## Biografia
Rosas va ser un personatge destacat de la vida sabadellenca de principis de segle xx. Militant del sindicat local de la Confederació Nacional del Treball –l'Obrera–, de la qual aviat va esdevenir un destacat dirigent, va participar activament en la vaga general de 1917, en la proclamació de la República i en els fets del Sis d'Octubre de 1934. Fruit de tot això, en diverses ocasions fou víctima de la repressió.
Durant la Segona República, va ser director del setmanari Vertical, conseller de Proveïments i president delegat de la Comissió Municipal d'Indústries de Guerra. Poc abans d'acabar la Guerra Civil espanyola, es va exiliar a França i passà pels camps de concentració d'Argelers i de Bram. A finals de 1939, s'exilià amb la família a Santiago de Xile, on va morir el 1968 sense haver pogut satisfer el seu somni de tornar a Catalunya.
Els darrers anys de la seva vida a l'exili, Rosas va escriure unes extenses memòries intitulades El ciutadà desconegut, del Llobregat al Mapocho, en què reflexiona sobre les seves vivències i la seva trajectòria sindical i política. A mig camí entre l'autobiografia i l'assaig de pensament polític, Josep Rosas inicia el seu relat de ben petit, a la Colònia Burés de Castellbell i el Vilar, on tota la seva família vivia i treballava. Aquest llibre el va publicar l'Arxiu Històric de Sabadell.